# Воксит
Воксит — редкий вторичный минерал из класса фосфатов, открыт в 1922 году в Боливии в оловорудном месторождении Льяльягуа. По составу близок к паравокситу и метавокситу, отличаясь от них меньшим количеством молекул воды. Растворим в соляной кислоте.

## Название
Воксит был назван в честь американского адвоката и коллекционера Джорджа Вокса-младшего (1863—1927), занимавшегося минералогией пегматитов и обнаружившего ряд новых минералов.

## Кристаллография
| Точечная группа             | 1 — Триклинно-пинакоидальный                                            |
| Пространственная группа     | P1                                                                      |
| Сингония                    | Триклинная                                                              |
| Параметры ячейки            | a = 9,142Å, b = 11,599Å, c = 6,158Å α = 98,29°, β = 91,93°, γ = 108,27° |
| Отношение                   | a: b: c = 0,788 : 1 : 0,531                                             |
| Число формульных единиц (Z) | 2                                                                       |
| Объем элементарной ячейки   | V 611.42 Å³ (рассчитано по параметрам элементарной ячейки)              |
| Двойникование               | по {010}, двойникование и двойниковая плоскость                         |

## Оптические свойства
| Тип                             | двухосный (+)                    |
| Показатели преломления          | nα = 1,551 nβ = 1,555 nγ = 1,562 |
| угол 2V                         | измеренный: 32°                  |
| Максимальное двулучепреломление | δ = 0,011                        |
| Оптический рельеф               | низкий                           |
| Дисперсия оптических осей       | r > v слабая                     |
| Плеохроизм                      | сильный                          |

## Формы выделения
Воксит встречается в виде отдельных таблитчатых, удлинённых кристаллов. Также образцы воксита представлены параллельными срастаниями кристаллов, радиально-лучистыми агрегатами и агрегатами в виде желваков.

## Образование
Воксит является вторичным минералом, образующимся при изменениях апатита. Находят минерал в гидротермальных жилах, где он ассоциирует с вавеллитом и паравокситом.

## Химический состав
| Химический элемент | %     | % оксида            |
| ------------------ | ----- | ------------------- |
| Алюминий           | 12,21 | 23,08               |
| Железо             | 12,64 | 16,26               |
| Фосфор             | 14,02 | 32,12 (в виде P2O5) |
| Водород            | 3,19  | 28,54               |
| Кислород           | 57,93 | -                   |

## Похожие минералы
По химическому составу воксит подобен паравокситу и метавокситу (Fe2+Al2(PO4)2(OH)2•8H2O), отличаясь меньшим количеством молекул воды (у воксита их 6). Воксит и паравоксит обладают одной сингонией — триклинной, а у метавоксита она моноклинная. Внешне все три минерала отличаются по цвету. Прозрачные кристаллы паравоксита и метавоксита бесцветны или окрашены в бледно-зелёный цвет. Воксит окрашен в синие тона. Данные минералы часто встречаются вместе и достаточно легко переходят друг в друга.

## Месторождения
Месторождения воксита встречается в Боливии (месторождение Льяльягуа), США (Лайм Ридж), БиГ (Сребреница) и Аргентине (Танти, департамент Пунилла, провинция Кордова).